# Stabbing Westward
Stabbing Westward sono un gruppo musicale industrial rock statunitense formatosi nel 1985 in Illinois.
Dopo aver pubblicato quattro album in studio, il gruppo ha annunciato uno scioglimento nel febbraio 2002. Nel 2016 la band si è riunita per celebrare il trentesimo anniversario dalla fondazione del gruppo e per riprendere la propria attività live.

## Formazione
Membri attuali
- Christopher Hall - voce, chitarra, tastiera, drum machine (1985–2002, 2016–presente)
- Walter Flakus - tastiera, programmazione, cori (1985–2002, 2016–presente)
- Carlton Bost - basso (2016–presente)
- Bobby Amaro - batteria (2018–presente)

Ex membri
- Jim Clanin - chitarra (1985–1990)
- Andrew Hunter - chitarra (1990-1991)
- Chris Vrenna - batteria (1992, 1998)
- David Suycott - batteria (1993–1994)
- Stuart Zechman - chitarra (1993–1995)
- Jim Sellers - basso (1990–2002)
- Andy Kubiszewski - batteria, chitarra, tastiera, cori (1994–2002)
- Derrek Hawkins - chitarra, cori (1999–2002)
- Johnny Haro - batteria (1998, 2016–2018)
- Yogi Allgood - basso (2016–2018)
- Mark Eliopulos - chitarra, cori (1995–1999, 2016–2019)

## Discografia
Album in studio
- 1994 - Ungod
- 1996 - Wither Blister Burn & Peel
- 1998 - Darkest Days
- 2001 - Stabbing Westward
- 2022 - Chasing Ghosts

EP
- 1992 - Iwo Jesus
- 2019 - Iwo Jesus
- 2020 - Dead and Gone

Raccolte
- 2003 - The Essential Stabbing Westward
- 2003 - What Do I Have to Do?